# قلعه آتشگاه
قلعهٔ آتشگاه یا دژ آتشگاه؛ نام دژی باستانی واقع در ۱۲ کیلومتری شمال‌غربی شهر کاشمر در استان خراسان رضوی است. این قلعه توسط شاهنشاهی ساسانی ساخته شده و در دوران باستان مشهور بوده است. در نزدیکی آتشکدهٔ آن، غاری بزرگ وجود دارد که نزدیک ورودی آن مجسمه‌ای از یک سرباز سوار با شمشیر مشخص شده است. اکنون از این قلعهٔ باستانی، تنها دیواره‌ای فرو ریخته و قسمتی از ورودی غار باقیمانده است.

## موقعیت
موقعیت قلعه و سوق‌الجیشی آن، از نظر میزان دسترس‌ناپذیری و مقاومت در برابر مهاجمان جزء شاخص‌ترین و برترین دژهای باستانی ایران است و به راحتی با استحکامات قلعه بابک در کلیبر و قلعه الموت در رودبار قزوین رقابت می‌کند. این نشان می‌دهد که سازندگان قلعه به مطالعات میدانی، گسترده‌ای دست زده بوده‌اند. روی هم رفته؛ قلعه آتشگاه بر روی صخره‌ای بلند و صعب‌العبوری ساخته شده که سه طرف آن را پرتگاه‌های بلند و خطرناک تشکیل می‌دهد. پیرامون صخرهٔ قلعه را در فاصله اندکی پس از پرتگاه‌ها، مجدداً دیواره‌ها و صخره‌های بلند دیگری دربر گرفته‌اند و آن را به شکل استحکاماتی غیرقابل راه‌یابی و دسترس‌ناپذیر درآورده‌اند.

## لانه‌موری
لانه‌موری بودن قلعه آتشگاه قابل توجه است. لانه‌موری اصطلاحی برای نوعی از ساختارهای دفاعی زیرزمینی است، این ساختارها اکنون با یکی از اصطلاحات کمتر شناخته شده «غار / پناهگاه / قلعه / چاله / شهر زیرزمینی» یا اصطلاحات مشابه دیگر شناخته شده‌اند. این سازه‌ها که در بسیاری از مناطق ایران و ترکیه دیده شده است، راهروهای پیچ در پیچ و راهروهایی با چندین طبقه و هزارتوی است که به تقلید از لانهٔ مورچه ساخته شده است. طرح این سازه‌ها چنان پیچیدهٔ تودرتو و تاریک بوده که اگر دشمن یا شخص غریبه‌ای یا ناآشناسی وارد آن می‌شد، در راهروهای تاریک گم شده و سرانجام توسط بومیان یا تشنگی و کمبود هوا کشته می‌شدند.

## آتشکده کشمر
به استناد سنگ‌نبشتهٔ پایکولی در دوران شاهنشاهی ساسانی، کشمر (کاشمر) جزء محدودهٔ خراسان بزرگ به‌شمار می‌رفته و ساسانیان برای احیای آیین باستانی تلاش زیادی کرده‌اند و چون در آن زمان، دیگر از آتشکدهٔ کشمر اثری برجای نمانده بود، شاهان ساسانی به ایجاد آتشکدهٔ دیگری دست می‌زنند که همچنان در مجموعهٔ باستانی قلعه آتشگاه باقی مانده است.
آتشکدهٔ کشمر اولین آتشکدهٔ زرتشتی بود که توسط گستاسپ و به درخواست زرتشت در کشمر بنا گردید. در بخشی از شاهنامهٔ فردوسی، ماجرای پیدا شدن زرتشت و پذیرفتن گشتاسپ؛ دین او را به نظم درآمده که گشتاسب پس از پذیرفتن دین زرتشت، موبدان را به سرتاسر گیتی روانه کرده و آذر به آتشکده‌ها (گنبدان) می‌نهد و نخستین آنان، آذر برزین‌مهر است که به کشمر بنیان گذارد و در جلوی آتشکده، سرو بهشتی را کاشت و آن را نماد پذیرفتن دین بهی قرار داد و موبدان را به سرتاسر جهان فرستاده و فرمان داد همه نامداران و بزرگان به سوی آن پرستشکده روی آورند.

## نگارخانه

قلعه آتشگاه در سال ۱۴۰۲
قلعه آتشگاه در سال ۱۴۰۲
قلعه آتشگاه در سال ۱۴۰۲
قلعه آتشگاه در سال ۱۴۰۲
قلعه آتشگاه در سال ۱۴۰۲
قلعه آتشگاه در سال ۱۴۰۲
قلعه آتشگاه در سال ۱۴۰۲
قلعه آتشگاه در سال ۱۴۰۲
قلعه آتشگاه در سال ۱۴۰۲
قلعه آتشگاه در سال ۱۴۰۲
غار آتشگاه در سال ۱۴۰۲
غار آتشگاه در سال ۱۴۰۲